# ۴۹۹ (عدد)
۴۹۹ (چهارصد و نود و نه) یک عدد طبیعی است که بعد از ۴۹۸ و قبل از ۵۰۰ قرار دارد.